# Tërstena (Mitrovica)
Tërstena (albanisch auch Tërstenë, serbisch Трстена Trstena) ist ein Dorf im Norden des Kosovo und gehört zur Gemeinde Mitrovica e Jugut. Es ist Teil des geographischen Gebiets Shala ë Bajgores und liegt im Gebirge des Nordkosovo.

## Geographie
Tërstena liegt 18 Kilometer östlich von Mitrovica und 14 Kilometer nördlich von Vushtrria. Von Vushtrria lässt sich das Dorf über die M-2 und von Mitrovica über die R-129 erreichen. Nördlich und südlich des Dorfes befindet sich eine Bushaltestelle. Tërstena hat zwei Friedhöfe. Während der alte aufgrund der mangelnden Infrastruktur mit Fahrzeugen nur schwer zugänglich ist und sich auf einer Anhöhung befindet, ist der neue Friedhof leicht begehbar und am Rand der neu erstellten Straße.

## Bevölkerung

### Ethnien
Bei der Volkszählung 2011 wurden für Lisica 163 Einwohner erfasst. Davon bezeichneten sich 162 als Albaner (99,39 %), einer bezeichnete sich als Bosniake.
| Volkszählung | 1948 | 1953 | 1961 | 1971 | 1981 | 1991 | 2011 |
| ------------ | ---- | ---- | ---- | ---- | ---- | ---- | ---- |
| Einwohner    | 377  | 433  | 465  | 470  | 545  | 632  | 163  |

### Religion
2011 bekannten sich von den 163 Einwohnern alle zum Islam.

### Bekannte Persönlichkeiten
Bekannte Persönlichkeiten sind „Sherif (Asllani) Tërstena“. Er engagierte sich gegen die serbische Unterdrückung und bekämpfte zu seinen Lebzeiten die serbische Besatzung im Dorf. Die letzten Jahre seines Lebens verbrachte er im Exil in Albanien. Er ist mit einem Monument vor seinem Grab geehrt worden und in Tërstenë begraben. Außerdem ist die Straße „Sherif Tërstena“ in Vushtrri, nach ihm benannt worden.